# لينو نيسي
لينو نيسي (بالإسبانية: Lino Nessi)‏ (1904 – تاريخ الوفاة غير معلوم) لاعب كرة قدم باراغواياني راحل كان يجيد اللعب في خط الهجوم .
لعب طوال مسيرته الرياضية في نادي ليبيرتاد حيث ساهم في تحقيق بطولة الدوري سنة 1930 . شارك مع منتخب الباراغواي في بطولة كأس العالم 1930 في الأوروغواي كما شارك في بطولة كأس أمريكا الجنوبية ثلاث مرات في 1923 ، 1926 ، 1929 .
أخيه غاسبار نيسي شارك مع منتخب الباراغواي في بطولة كأس أمريكا الجنوبية 1923 .

## روابط خارجية
- لينو نيسي على موقع الاتحاد الدولي (مؤرشف)  (الإنجليزية)
- لينو نيسي على موقع قاعدة بيانات كرة القدم.إي يو (الإنجليزية)
- لينو نيسي على موقع ناشيونال فوتبول تيمز (الإنجليزية)
- لينو نيسي على موقع Soccerway.com (الإنجليزية)
- لينو نيسي على موقع عالم كرة القدم.نت (الإنجليزية)